# SV Zeist in het seizoen 1956/57
Het seizoen 1956/1957 was het tweede jaar in het bestaan van de Zeistse betaaldvoetbalclub Zeist. De club kwam uit in de Tweede divisie B en eindigde daarin op de zevende plaats. Tevens deed de club mee aan het toernooi om de KNVB beker, hierin werd de club in de tweede ronde uitgeschakeld door Elinkwijk (1–2).

## Wedstrijdstatistieken

### Tweede divisie B
|       | Baronie | DHC   | DOSKO | 't Gooi | Hilversum | LONGA | N.E.C. | ONA   | RBC   | TOP   | UVS   | De Valk | Wilhelmina | ZFC   |
| ----- | ------- | ----- | ----- | ------- | --------- | ----- | ------ | ----- | ----- | ----- | ----- | ------- | ---------- | ----- |
| Thuis | 4 – 2   | 2 – 3 | 2 – 2 | 5 – 3   | 1 – 0     | 0 – 1 | 2 – 1  | 2 – 2 | 2 – 1 | 4 – 2 | 1 – 1 | 0 – 1   | 2 – 0      | 1 – 4 |
| Uit   | 4 – 2   | 2 – 2 | 4 – 3 | 1 – 1   | 2 – 2     | 3 – 1 | 2 – 2  | 2 – 1 | 3 – 1 | 1 – 3 | 7 – 0 | 1 – 4   | 0 – 1      | 2 – 0 |

### KNVB beker
| 1e ronde                                               | Zeist                                                                        | 6 – 1         | Veenendaal       |
| 19 augustus 1956 Plaats: Zeist De Koeburg              | Jan Kolkman Jan Outshoven –', –' Chris Bouman –', –' Henk de Zoete –' (pen.) |               | Cees Heikamp     |
| 2e ronde                                               | Elinkwijk                                                                    | 2 – 1 (2 – 0) | Zeist            |
| 16 september 1956 Plaats: Utrecht Amsterdamsestraatweg | Wim de Jongh Evert-Jan Vonk                                                  |               | 51' Wim Manschot |

## Statistieken Zeist 1956/1957

### Eindstand Zeist in de Nederlandse Tweede divisie 1956 / 1957
| Stand | Gespeeld | Gewonnen | Gelijk | Verloren | Punten | Doelpunten voor | Doelpunten tegen |
| ----- | -------- | -------- | ------ | -------- | ------ | --------------- | ---------------- |
| 7e    | 28       | 10       | 7      | 11       | 27     | 51              | 57               |

### Topscorers
| #                    | Naam               | Goal |
| -------------------- | ------------------ | ---- |
| 1.                   | Henk de Zoete      | 18   |
| 2.                   | Teus van Rheenen   | 12   |
| 3.                   | Wim van de Flier   | 5    |
| 3.                   | Chiel Koolemans    | 5    |
| 5.                   | Evert van de Eshof | 3    |
| 6.                   | Karel Gerritsen    | 1    |
| 6.                   | Jan Jansen         | 1    |
| 6.                   | Wim Manschot       | 1    |
| 6.                   | Jan Outshoven      | 1    |
| Onbekende doelpunten |                    |      |
| 1.                   | Tegen 't Gooi      | 1    |
| 1.                   | Tegen DHC          | 1    |
| 1.                   | Tegen RBC          | 1    |
| 1.                   | Tegen TOP          | 1    |
| Totaal               | Totaal             | 51   |

| #      | Naam          | Goal |
| ------ | ------------- | ---- |
| 1.     | Chris Bouman  | 2    |
| 1.     | Jan Outshoven | 2    |
| 3.     | Jan Kolkman   | 1    |
| 3.     | Wim Manschot  | 1    |
| 3.     | Henk de Zoete | 1    |
| Totaal | Totaal        | 7    |